# 伏爾加河白鮭
伏爾加河白鮭，為輻鰭魚綱鮭形目鮭科的一種，為溫帶淡水魚，分布於歐洲俄羅斯伏爾加河北部Beloye湖流域，體長可達20公分，棲息在底中層水域，生活習性不明。